# Lampromyia pallida
Lampromyia pallida är en tvåvingeart som beskrevs av Macquart 1835. Lampromyia pallida ingår i släktet Lampromyia och familjen Vermileonidae. Inga underarter finns listade i Catalogue of Life.